# Aptychella glabrifolia
Aptychella glabrifolia là một loài Rêu trong họ Sematophyllaceae. Loài này được (Broth. & Watts) Broth. mô tả khoa học đầu tiên năm 1925.